# 上長瀞駅

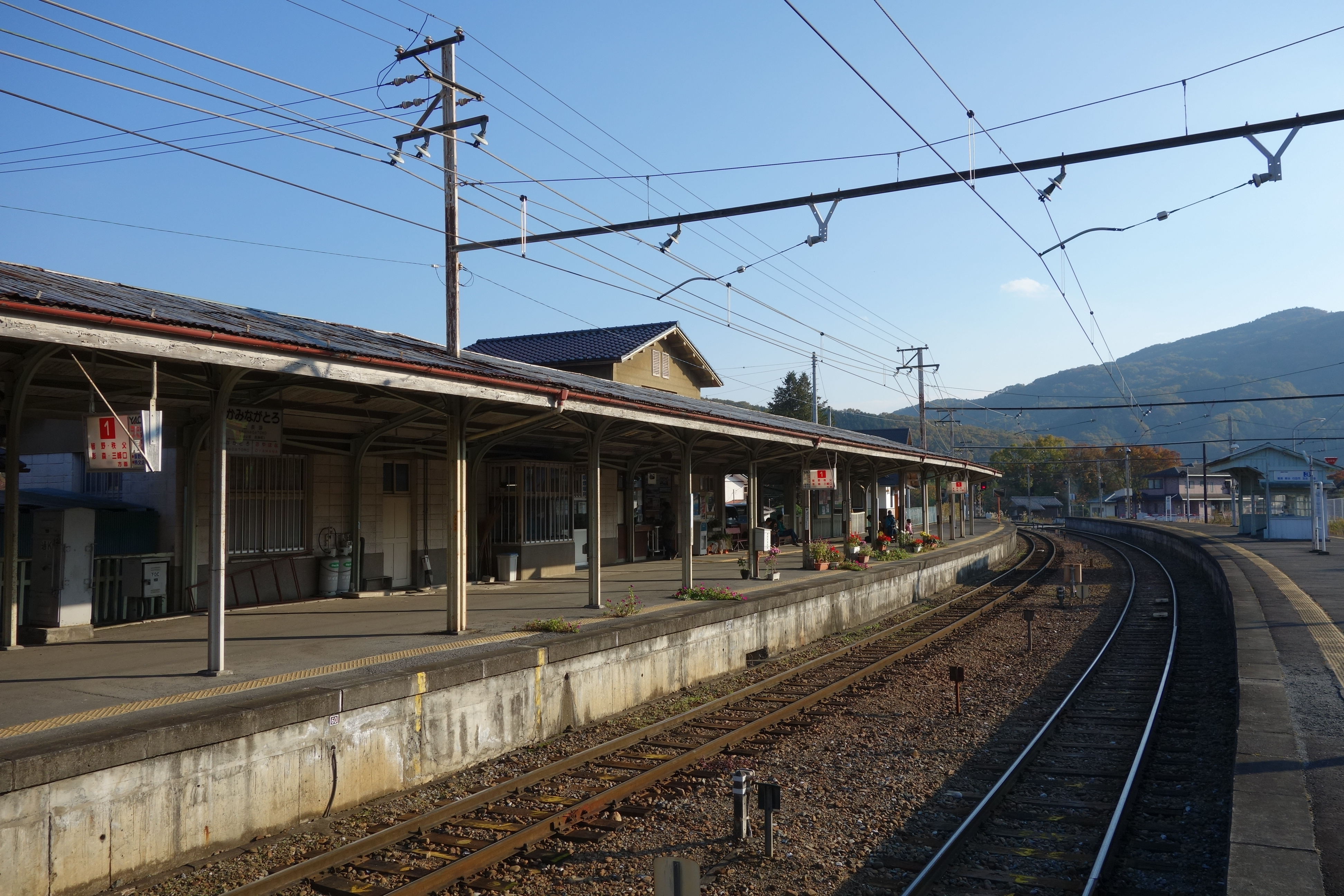
ホーム（2013年11月）

上長瀞駅（かみながとろえき）は、埼玉県秩父郡長瀞町大字長瀞にある秩父鉄道秩父本線の駅である。駅番号はCR25。

## 歴史
- 1916年（大正5年）1月1日：国神駅として開業[1]。
- 1928年（昭和3年）5月15日：駅名を上長瀞駅に改称。
- 2022年（令和4年）3月12日：ICカード「PASMO」の利用が可能となる[2]。同時に無人化[2]。

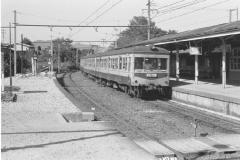
写真左が熊谷方面ホームで、路面は砂利である。写真右は三峰口方面ホームである。写真右下が踏切である。（1977年9月撮影）
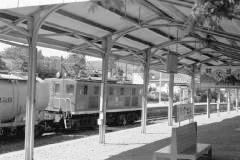
三峰口方面ホームにはレール製の柱の旅客上屋がある。写真右下が木製ベンチである。（1977年9月撮影）

## 駅構造
単式ホーム+島式ホーム2面3線を有する地上駅。木造駅舎を有する。無人駅である。簡易PASMO改札機設置駅。
無人化以前は業務委託駅（管理駅:寄居駅）であり、駅係員勤務時間は平日7:10 - 18:10、土休日は8:00 - 17:00となっていた。
駅舎は東側の1番線側にあり、2番線と3番線の島式ホームには構内踏切により連絡している。
かつて運転されていた東武東上線からの乗り入れ特急「ながとろ号」（1992年3月まで）、および国鉄上野駅発高崎線経由の普通列車「秩父路」は当駅が終着駅であった。

### のりば
| 番線 | 路線    | 方向 | 行先                               | 備考                                                                        |
| ---- | ------- | ---- | ---------------------------------- | --------------------------------------------------------------------------- |
| 1    | ■秩父線 | 下り | 秩父・三峰口方面                   |                                                                             |
| 2・3 | ■秩父線 | 上り | 長瀞・寄居・熊谷・行田市・羽生方面 | 停車列車は通常3番線に発着 2番線は通過列車および西武線からの直通列車のみ使用 |

ホームが曲線上に位置する関係で、3番線の場合、自社通勤型車両では各車両中程の2か所のみドアが開く。またそのため、2ドア車の西武線車両は3番線の反対側の2番線を使用する。

## 利用状況
- 2019年度の1日平均乗車人員は131人である。

| 年度               | 乗車人員 （1日平均） |
| ------------------ | -------------------- |
| 2009年（平成21年） | 151                  |
| 2010年（平成22年） | 143                  |
| 2011年（平成23年） | 134                  |
| 2012年（平成24年） | 136                  |
| 2013年（平成25年） | 151                  |
| 2014年（平成26年） | 154                  |
| 2015年（平成27年） | 158                  |
| 2016年（平成28年） | 143                  |
| 2017年（平成29年） | 164                  |
| 2018年（平成30年） | 145                  |
| 2019年（令和元年） | 131                  |

## 駅周辺

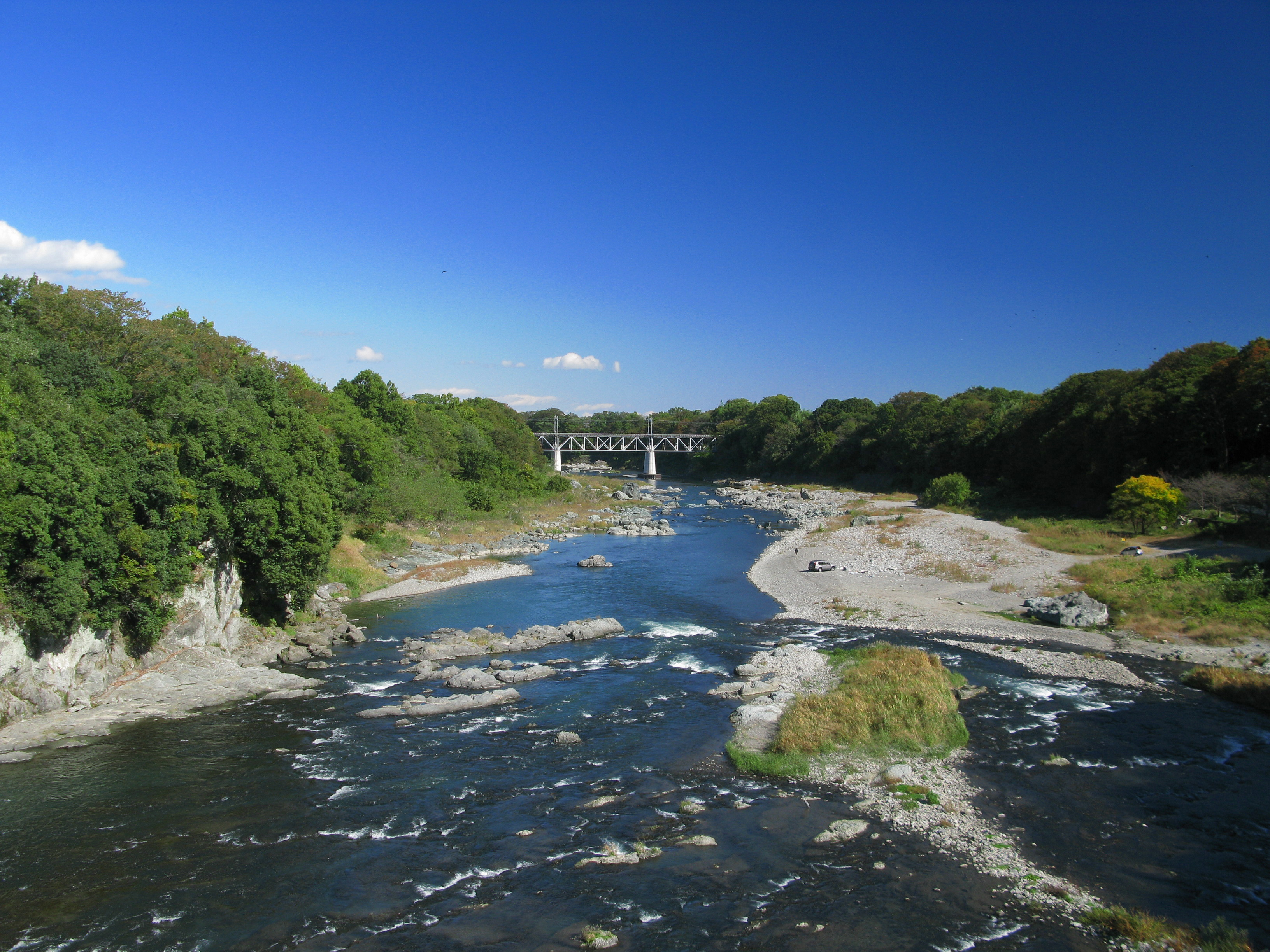
荒川と親鼻鉄橋

- 国道140号
- 埼玉県道204号上長瀞停車場線
- 荒川
  - 荒川橋梁（親鼻鉄橋）
  - 親鼻橋
- 埼玉県立自然の博物館
- 金崎古墳群
- 月の石もみじ公園

## 隣の駅
秩父鉄道
■秩父本線
□SLパレオエクスプレス・■急行「秩父路」
通過
□各駅停車
長瀞駅 (CR24) - 上長瀞駅 (CR25) - 親鼻駅 (CR26)